# Platypalpus pseudounguiculatus
Platypalpus pseudounguiculatus är en tvåvingeart som först beskrevs av Gabriel Strobl 1909.  Platypalpus pseudounguiculatus ingår i släktet Platypalpus och familjen puckeldansflugor. Inga underarter finns listade i Catalogue of Life.